# 热波音乐节
热波音乐节，始创与2009年，邀请流行、摇滚、说唱、电子等风格的国内外优秀艺人表演，搭配休闲、娱乐体验区。是目前中国大陆地区唯一主打嘉年华概念的音乐节。